# Henry Kirke Brown

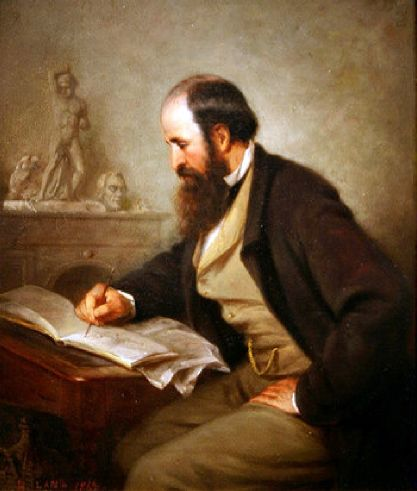
Henry Kirke Brown (Porträt v. Louis Lang, gemalt 1893 oder früher)

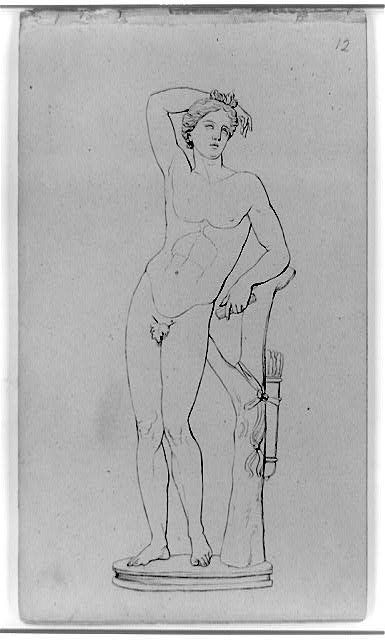
Skizze von Henry Kirke Brown zwischen 1830 und 1886

Henry Kirke Brown (* 24. Februar 1814 in Leyden, Franklin County, Massachusetts; † 10. Juli 1886 in Newburgh, New York) war ein US-amerikanischer Bildhauer.

## Leben
Henry K. Brown lernte von 1832 bis 1834 in Boston bei einem Porträtmaler und ging dann nach Cincinnati, wo er sich der Bildhauerkunst widmete und 1837 seine erste Marmorbüste schuf.
Um sich die Mittel zu einer Reise nach Italien zu verschaffen, nahm er 1840 eine Arbeit bei einer Eisenbahngesellschaft, gelangte aber erst durch die Unterstützung wohlhabender Freunde an das von ihm ersehnte Ziel. Vier Jahre lang bildete er sich in Italien weiter aus und kehrte 1846 nach Amerika zurück und ließ sich in Brooklyn nieder. 1851 wurde Brown zum Vollmitglied (NA) der National Academy of Design gewählt.
Hier schuf er die Bronzegruppe eines Indianers mit einem Panther, die kolossale eherne Reiterstatue George Washingtons im Union Square in New York City (1856), eine kolossale Statue des Gouverneurs George Clinton, die Statue des Generals Nathanael Greene für das Kapitol in Washington und die Reiterstatue des Generals Winfield Scott für dieselbe Stadt.

## Werke
Zu seinen Hauptwerken gehören:

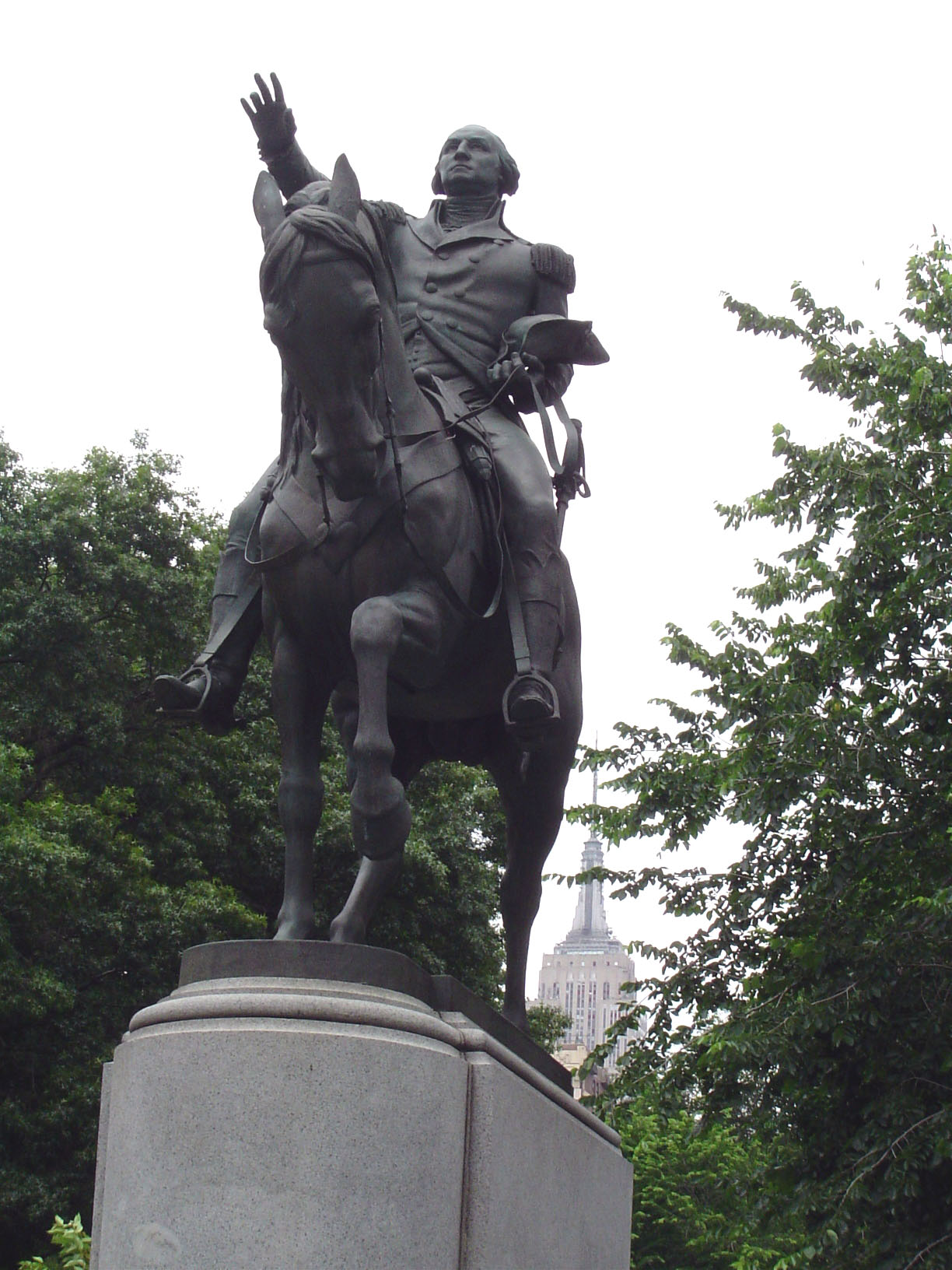
George Washington am Union Square in New York City

- Dr. George W. Bethune, im Packer Institute, Brooklyn (1865)
- Lincoln, im Prospect Park, Brooklyn (1866)
- General Nathanael Greene, für den Bundesstaat Rhode Island, präsentiert der Nationalgalerie im Kapitol von Washington (1867)
- Lincoln, auf dem Union Square, New York (1867–68)
- Equestrian Statue (Reiterstatue) of General Scott, für die US-Regierung (1871 begonnen; wird als seine beste Arbeit angesehen)
- General George Clinton, als Geschenk an die Regierung des Bundesstaates New York (1873)
- General Philip Kearny, in Newark, N. J. (1873); sowie Richard Stockton, für den Bundesstaat New Jersey (1874)
- Equestrian Statue of Gen. Nathanael Greene, für das Kapitol in Washington D. C.  (1875–77)
- The Resurrection (Die Auferstehung) (1877)

Weil Brown Pferde liebte, werden seine Reiter-Standbilder als besonders gelungen angesehen. Er führte den Bronzeguss ein, den er in Italien gesehen hatte.
(Nicht zu verwechseln mit Henry Kirk Bush-Brown (* 1857), der Sohn von Kirke Browns Schwägerin, der von seiner Frau im Alter von 8 Jahren adoptiert wurde.)